# Фрегати типу «Стамбул»
Фрегати типу «Стамбул» — серія турецьких фрегатів для національних ВМС, що вперше самостійно створені оборонною промисловістю Туреччини.

## Історія

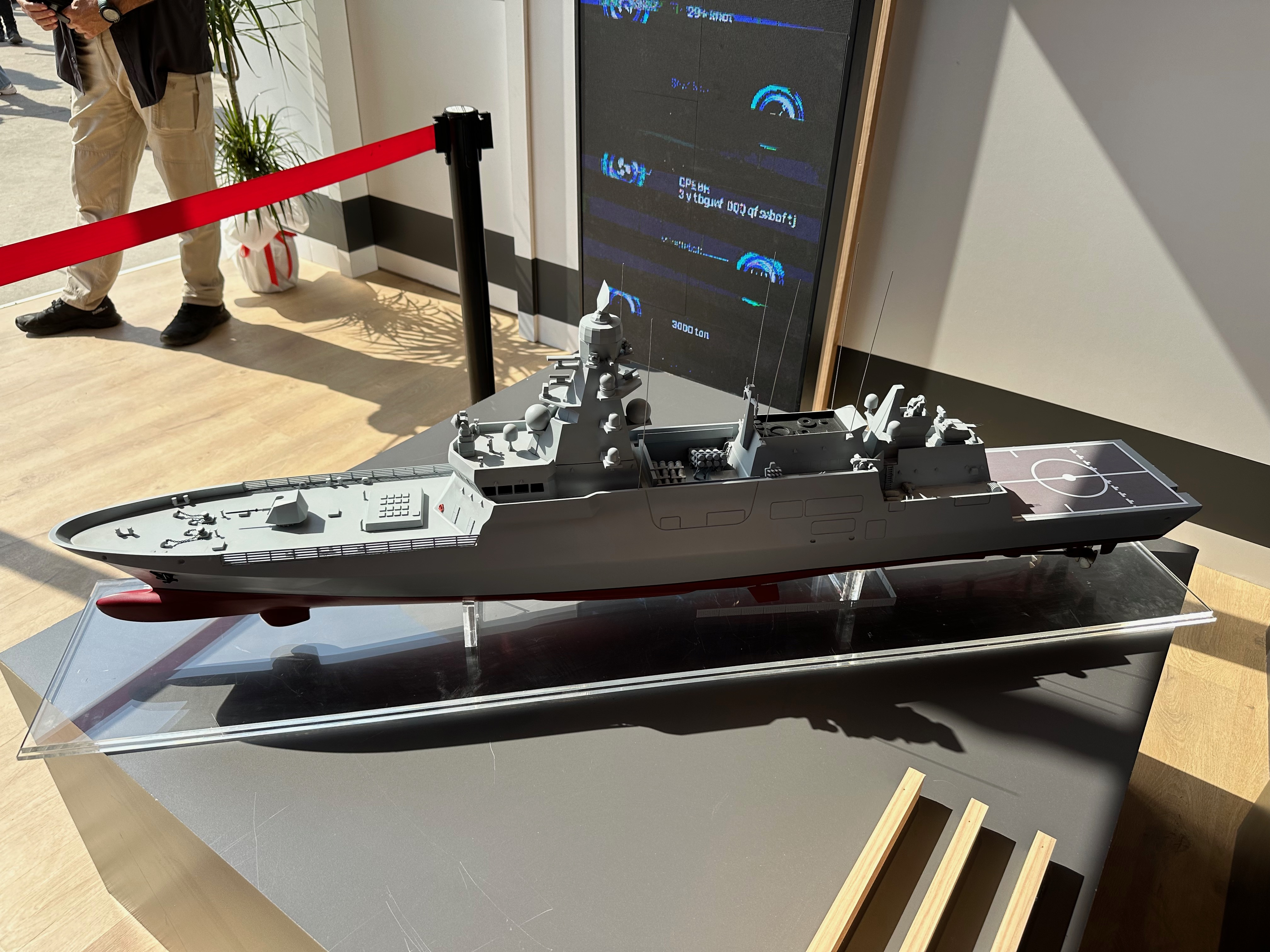
Модель фрегата класу «Стамбул».

Старт будівництву головного фрегата дала церемонія різання першої сталі, що відбулась 19 січня 2017 року на Стамбульському суднобудівному заводі, який є головним підрядником будівництва корабля. Перший корабель цього типу було спущено 23 січня 2021 року на Стамбульському суднобудівному заводі. Передбачається, що для ВМС Туреччини побудують чотири фрегати класу Istanbul. Очікується, що турецький флот отримає головний фрегат в 2023 році. Тоді ж присутній на церемонії турецький президент Реджеп Ердоган заявив, що тепер Туреччина увійшла в десятку країн, здатних самостійно спроєктувати і побудувати сучасний фрегат.

## Кораблі проекту
| Вимпел № | Назва         | Названо в честь | Виробник                            | Закладений     | Спущений                | В строю         | Статус                                  |
| -------- | ------------- | --------------- | ----------------------------------- | -------------- | ----------------------- | --------------- | --------------------------------------- |
| F-515    | Istanbul      | Стамбул         | Стамбульська військово-морська верф | 19 січня 2017  | 23 січня 2021           | 27 вересня 2023 | Включений до складу флоту 19 січня 2024 |
| F-516    | İzmir         | Ізмір           | Корабельня Анадолу                  | 10 квітня 2023 | 10 січня 2025           | N/A             | Будується                               |
| F-517    | İzmit         | Ізміт           | Корабельня Седеф                    | 10 квітня 2023 | 11 січня 2025           | N/A             | Будується                               |
| F-518    | İçel          | Ічель           | Корабельня Сефіне                   | 10 квітня 2023 | Очікуваний спуск в 2024 | N/A             | Будується                               |
| F-519    | TCG Akdeniz   | Середземне море | Корабельня Анадолу                  | 13 червня 2024 |                         |                 | Будується                               |
| F-520    | TCG Karadeniz | Чорне море      | Корабельня Седеф                    | 1 липня 2024   |                         |                 | Будується                               |
| F-521    | TCG Ege       | Егейське море   | Корабельня Сефіне                   |                |                         |                 | Заплановано                             |
| F-522    | TCG Marmara   | Мармурове море  | Корабельня Анадолу                  |                |                         |                 | Заплановано                             |

## Технічні характеристики
- Водотонажність -– 3000 тон;
- Довжина -– 113,2 метри;
- Ширина -– 14,4 метри;
- Швидкість -– 29 вузлів;
- Дальність плавання – 6570 миль;
- Екіпаж -–125 осіб;